# 田村健太郎
田村 健太郎（たむら けんたろう、1986年12月15日 - ）は、日本の俳優。現在フリー。2024年3月末まで吉住モータースに所属していた。特技は空手。東京都出身。首都大学東京卒業。愛称は「たむけん」。
大学在学中の2007年に演劇キックプロデュース「レミゼラブ・ル」オーディションに合格し、演劇活動を開始。

## 出演

### 舞台
- 演劇キックプロデュース 演劇ぶっく社20周年記念公演「レミゼラブ・ル」（脚本・演出：ブルースカイ）
- トゥインクルコーポレーションライブ「前」
- トゥインクルコーポレーションライブ
- ＠The Globe Project Vol.3「守ってください」（脚本・演出：ブルースカイ）
- 「どん底」（原作：マクシム・ゴーリキー、上演台本・演出：ケラリーノ・サンドロヴィッチ）
- 「この世界から消える魔球」（作・演出：ブルースカイ）
- 「ワレワレのモロモロ」（構成：岩井秀人）
- 「いないかもしれない」（作・演出　大池容子）
- 「その族の名は『家族』」（作・演出：岩井秀人）
- 「ヒッキー・ソトニデテミターノ」（作・演出：岩井秀人）
- 「音楽家のベートーベン」（作・演出：ブルー＆スカイ）
- 「コンタクト」（作・演出：田川啓介）
- 「つんざき行路、されるがまま」（作：福原充則　演出：木野花）
- 「食用人間１号２号４号」（作・演出：金子茂樹）
- 「ヒッキーカンクーントルネード」（作・演出：岩井秀人）
- 「夫婦」（作・演出：岩井秀人）
- イントレランスの祭（脚本・演出：鴻上尚史）
- 月刊「根本宗子」第13号「夢と希望の先」 (2016年9月28日 - 10月2日、本多劇場)
- 「どどめ雪」（作：福原充則　演出：木野花）
- 「生きてる時間」（作・演出：前川知大）
- 「ハイバイ、もよおす」（作・演出：岩井秀人）
- 月刊「根本宗子」第14号「スーパーストライク」(2017年10月12日 - 10月25日、ザ・スズナリ)
- 「ヒッキーソトニデテミターノ」（作・演出：岩井秀人）
- 「図書館的人生vol4襲ってくるもの」（作・演出：前川知大）
- 「て」（作・演出：岩井秀人）
- 演劇実験「根本宗子」「コンビニ」（2018年10月12日 - 17日、東京・すみだパークギャラリーささや）[1]
- 月刊「根本宗子」第16号「愛犬ポリーの死、そして家族の話」（2018年12月20日 - 31日、本多劇場）[2]
- 「クラッシャー女中」（2019年3月22日 - 4月14日、東京公演：本多劇場 / 4月17日、名古屋公園：日本特殊陶業市民会館ビレッジホール / 4月19日 - 21日、大阪公演：梅田芸術劇場シアター・ドラマシティ / 4月23日、島根公演：島根県民会館 大ホール / 4月25日、広島公演：JMSアステールプラザ 大ホール） - 華鹿男 役[3]
- 「星の数ほど星に願いを」（作・演出：ブルー＆スカイ）
- 「ザ・ウェルキン」（2022年7月7日 - 31日、シアターコクーン / 2022年8月3日 - 7日、森ノ宮ピロティホール）[4]
- 「綿子はもつれる」(2023年05月17日 ～05月28日、東京劇術劇場シアターイースト）

### 映画
- 罪とか罰とか（2009年、東京テアトル）
- スノープリンス 禁じられた恋のメロディ（2009年、松竹）
- さらば愛しの大統領（2010年、アスミック・エース）
- ノルウェイの森（2010年、東宝） - セクト学生 役
- GANTZ PERFECT ANSWER（2011年、東宝）
- ふがいない僕は空を見た
- ゆく人、くる人
- ヴァージン 10代篇「くちばっか」（2012年、渋谷プロダクション）
- 僕等がいた　後編
- 父の時計
- 謝罪の王様
- 横道世之介（2013年2月23日、ショウゲート）
- ボクたちの交換日記（2013年3月23日、ショウゲート）
- 気象予報士がやってくる
- 海にしずめる（2014年1月19日）
- 銀の匙 Silver Spoon （2014年3月7日、東宝） - 木野広行 役
- 時ノカケラ（2014年）
- あやしい彼女（2016年4月1日、松竹）[5]
- ちはやふる -上の句- / -下の句- / -結び-（2016年・2018年、東宝） - 坪口広史 役
- ぐちゃぐちゃ（2017年4月22日、トリウッドスタジオプロジェクト） - 今泉 役[6]
- 恋とさよならとハワイ（英語版）（2017年、Ippo） - イサム 役
- ピンカートンに会いにいく（2018年1月20日、松竹ブロードキャスティング / アーク・フィルムズ） - 松本浩一 役[7]
- 泣く子はいねぇが（2020年11月20日、バンダイナムコアーツ／スターサンズ）
- 花束みたいな恋をした（2021年1月29日、東京テアトル / リトルモア）
- すばらしき世界（2021年2月11日、ワーナー・ブラザース映画） - 阿部（介護士） 役
- 私はいったい、何と闘っているのか（2021年12月17日、日活・東京テアトル） - 西口新店長 役[8]
- 決戦は日曜日（2022年1月7日、クロックワークス）
- マイスモールランド（2022年5月6日、バンダイナムコアーツ）
- 神は見返りを求める（2022年6月24日、パルコ） - 印旛 役[9]
- 猫と塩、または砂糖（2022年7月23日、PFF、マジックアワー） - 主演・佐藤一郎 役
- 手（2022年9月16日、日活）
- 犬も食わねどチャーリーは笑う（2022年9月23日、キノフィルムズ）[10]
- そばかす（2022年12月26日、ラビットハウス）
- 死体の人（2023年3月17日、ラビットハウス） - 東郷 役
- ほつれる（2023年9月8日、ビターズ・エンド） -  文則 役[11]
- ゆとりですがなにか インターナショナル（2023年10月13日、東宝） - 警官 役
- 港に灯がともる（2025年1月17日、太秦） - 林洋太 役[12][13]
- おいしくて泣くとき（2025年4月4日、松竹）[14]
- 秒速5センチメートル（2025年10月10日公開予定、東宝） - 戸田宗次郎 役[15]
- 金髪（2025年11月21日公開予定、クロックワークス） - 駒井 役[16]

#### 配信・短編映画
- 短編オムニバス映画 GEMNIBUS vol.1『knot』（2024年6月28日、TOHO NEXT）[17]
- 新幹線大爆破（2025年4月23日）- 佐々木健太郎[18] 役

### テレビドラマ
- 大河ドラマ（NHK）
  - 龍馬伝 第11話（2010年3月14日）
  - 青天を衝け 第36話 - 第41話（2021年11月21日 - 12月26日） - 穂積陳重 役[19]
  - どうする家康（2023年） - 土屋長吉重治 役
- ヤンキー君とメガネちゃん（2010年4月23日 - 6月25日、TBS） - 工藤拓也 役
- TOKYO コントロール 航空交通管制部（2011年1月19日 - 5月25日、CS フジテレビNEXT） - 横峰雄二 役
- シリーズ激動の昭和 総理の密使〜核密約42年目の真実〜（2011年2月21日、TBS）
- 天才てれびくんMAX ビットワールド（2011年4月1日 - 2012年3月23日、NHK Eテレ）
- 警視庁失踪人捜査課スペシャル（2011年12月24日、テレビ朝日）
- ゴーイング マイ ホーム 第2話・第3話（2012年10月23日・30日、フジテレビ）
- 黒い十人の黒木瞳Ⅱ（2012年12月29日、NHK BSプレミアム）
- 終電バイバイ 第1話（2013年1月14日、TBS） - 神田 役
- お天気お姉さん 第8話・第9話（2013年5月31日・6月7日、テレビ朝日）
- 高梨さん 第14話（2013年6月1日、NHKワンセグ2） - 漫画家アシスタント・斉藤くん 役
- モザイクジャパン（2014年5月18日 - 6月15日、WOWOW） - 助監督 役
- 家族狩り 第1話（2014年7月4日、TBS）
- セーラーゾンビ 最終話（2014年7月19日、テレビ東京）
- ドS刑事 第9話（2015年6月6日、日本テレビ） - 新山仁 役
- ゆとりですがなにか 第9話（2016年6月12日、日本テレビ）
- 女囚セブン（2017年4月21日 - 6月9日、テレビ朝日） - 大平仁 役
- 下北沢ダイハード 第8話（2017年9月9日、テレビ東京） - テレビ東京AD 役[20]
- 先に生まれただけの僕（2017年10月14日、日本テレビ）
- 暇なJD・三田まゆ～今夜、私と''優勝''しませんか♥～（2017年12月29日、テレビ朝日）
- 家売るオンナの逆襲 第4話（2019年1月30日、日本テレビ） - 満島健太郎 役[21]
- 怒Sナイトの乱（2019年2月1日、SBS） -
- ゾンビが来たから人生見つめ直した件 第7話（2019年3月2日、NHK総合）
- 連続テレビ小説 なつぞら（2019年6月3日 - 9月28日、NHK） - 堀内幸正 役[22][23]
- ボイス 110緊急指令室（日本テレビ） - 緒方拓海 役
  - ボイス 110緊急司令室（2019年7月13日 - 9月21日）[24]
  - ボイスⅡ 110緊急司令室（2021年7月10日 - 9月25日）[25]
- あしたの家族（2020年1月5日、TBS） - 柳井昇太 役
- ケイジとケンジ〜所轄と地検の24時〜 第3話・第6話（2020年1月30日・2月20日、テレビ朝日） - 谷健太郎 役
- 知らなくていいコト 第6話（2020年2月12日、日本テレビ） - 桜庭洋介 役
- 恋はつづくよどこまでも 最終話（2020年3月17日、TBS） - 柳修太郎 役
- 有村架純の撮休 第8話（2020年5月9日、WOWOW） - キヨシ（バッティングセンターの従業員）役[26]
- JOKE〜2022パニック配信!（2020年8月10日、NHK総合） - 警官サエキ 役
- この恋あたためますか 第1話・第4話（2020年10月20日・11月10日、TBS） - 澤木直人 役
- 3Bの恋人（2021年1月10日 - 3月14日、ABC） -遠山大輔（はるの元婚約者）、柳沢マコト（舞台役者）役[27]
- ここは今から倫理です。（2021年1月16日 - 3月13日、NHK） - 松田（物理教師）役[28]
- サロガシー（2021年3月24日、フジテレビ） - 野池幸四郎 役[29][30]
- 警視庁・捜査一課長 Season5 第3話（2021年4月29日、テレビ朝日） - 宅間太一 役[31]
- ネメシス 第6話（2021年5月16日、日本テレビ） - 満田誠 役
- ジモトに帰れないワケあり男子の14の事情 第9話（2021年5月29日、、朝日放送テレビ） - タロウ 役
- コールドケース3 〜真実の扉〜 第1話・第2話（2021年12月5日・12日、WOWOW） - 岡本洋一 役
- サロガシー（2021年3月25日、フジテレビ） - 野池幸四郎 役[32][33]
- ビッ友×戦士 キラメキパワーズ!（2021年、テレビ東京） - ヤミサブロウ 役
- 受付のジョー（2022年4月26日 - 6月28日、日本テレビ） - 西大輔 役[34]
- 家電侍 第7話（2022年5月14日、BS松竹東急） - 伊之助 役
- 初情事まであと1時間 第11話（2022年6月11日、BS松竹東急） - 主演・秋元文也 役[35]
- DORONJO / ドロンジョ 第3話（2022年10月21日、WOWOW） - 理学療法士 役
- 赤ひげ4 第5話「恋する女」（2022年12月2日 、NHK） - 幸介 役
- BARレモン・ハート お正月スペシャル2023（2023年1月3日、BSフジ） - 君津貞夫 役
- 女神の教室〜リーガル青春白書〜 第1話・第2話（2023年1月9日・1月16日、フジテレビ） - 田辺浩 役
- ブラッシュアップライフ 第7話・第9話・最終話（2023年2月19日・3月5日・3月12日、日本テレビ） - 中山賢治 役[36]
- かしましめし 第1話 - 第5話（2023年4月10日 - 5月8日、テレビ東京） - 沢渡 役[37]
- ペンディングトレイン-8時23分、明日 君と 第9話・最終話（2023年6月16日・23日、TBS） - コウ 役[38]
- unknown 第3話（2023年5月2日、テレビ朝日） - 萩野和哉 役
- ●●ちゃん 第3章「不倫ちゃん」（2023年8月21日 - 10月23日、ABC） - 黒川国和 役[39]
- 時をかけるな、恋人たち 第4話（2023年10月31日、関西テレビ・フジテレビ） - 池浦トシ 役
- アイドル誕生 輝け昭和歌謡（2023年12月1日、NHK BSプレミアム4K / 2024年1月2日、NHK BS） - 飯田久彦 役[40]
- あれからどうした 第1話「虚実の社員食堂」（2023年12月26日、NHK総合） - 長谷雄大 役[41]
- 白暮のクロニクル 第3話（2024年3月15日、WOWOW） - 梶田直 役[42]
- 肝臓を奪われた妻（2024年4月3日 - 6月26日、日本テレビ） - 井川賢三 役[43]
- 花咲舞が黙ってない 第3シリーズ 第6話（2024年5月18日、日本テレビ） - 平岡秀紀 役[44]
- 青島くんはいじわる 第1話（2024年7月6日、テレビ朝日） - 雪乃の元恋人 役[45]
- 飯を喰らひて華と告ぐ 第1話「ハンバーグ」（2024年7月9日、TOKYO MX） - 三橋 役[46]
- オクトー 〜感情捜査官 心野朱梨〜 Season2 第8話（2024年11月22日、読売テレビ・日本テレビ系） - 尾形友也 役[47]
- ホットスポット 第1話・第3話・第9話（2025年1月12日・26日・3月9日、日本テレビ） - 岡田信一 役[48]
- トーキョーカモフラージュアワー 第4話（2025年2月10日、朝日放送テレビ） - 初デートでイキる男 役[49]
- 僕達はまだその星の校則を知らない 第4話（2025年8月4日、関西テレビ・フジテレビ） - 顧問弁護士・長谷川 役[50]
- DOPE 麻薬取締部特捜課 第8話（2025年8月22日〈予定〉、TBS） - 才木隆 役[51]

### 配信ドラマ
- まだまだ恋はつづくよどこまでも 第9話（2020年、Paravi） - 役人さん 役
- 社畜OLちえ丸（2023年2月10日 - 、Hulu） - 風戸大翔 役[52]
- 離婚しようよ 第2話・第5話 - 第7話（2023年6月22日、Netflix） - 俳優 役（役名：小太郎）[53]
- Toshio-free-Wi-Fi（2024年12月2日 - 、YouTube） - 謎の医者 役[54]
- 情事と事情（2024年12月5日 - 、Lemino） - 西浦正太郎 役

### CM
- ミスタードーナツ×モスバーガー「MOSDO！」(モスバーガー篇）
- ダイワハウス「D-ROOM」（上野さんと荒俣さん篇）
- ユーキャン（ユーキャン刑事 うすれゆく意識の中で篇）

### ショートムービー
- 「TARGET HAL マイクロアドベンチャー」（総監督：河森正治）

### 自主映画
- レンズに瞳を